# Petr Němec (profesor)
Petr Němec (* 1974) je český chemik a vysokoškolský pedagog, od roku 2022 děkan Fakulty chemicko-technologické Univerzity Pardubice (FCHT UP)
Po maturitě nastoupil v roce 1992 na FCHT UP, jejíž studium nejprve završil s inženýrským titulem. V roce 2002 získal na své alma mater také doktorský titul v oboru Chemie a technologie anorganických materiálů a v roce 2006 se habilitoval v oboru anorganická chemie. V roce 2010 se stal vedoucím Katedry polygrafie a fotofyziky FCHT UP a v roce 2015 se stal profesorem pro obor Chemie a technologie anorganických materiálů. V roce 2011 se stal proděkanem FCHT UP pro vnější vztahy a od roku 2015 pak působil jako proděkan fakulty pro pedagogiku. Kromě toho začal působit ve vědecké radě Univerzity Pardubice. K roku 2022 byl autorem více než 120 odborných publikací z oboru.
V roce 2022 byl zvolen děkanem FCHT UP a ve funkci tak nahradil dosavadního děkana Petra Kalendu, který již kandidovat v důsledku dvou po sobě jdoucích funkčních období nemohl. Funkce se Němec ujal v říjnu 2022.